# (10492) 1986 QZ1
A (10492) 1986 QZ1 a Naprendszer kisbolygóövében található aszteroida. Henri Debehogne fedezte fel 1986. augusztus 28-án.

## Kapcsolódó szócikk
- Kisbolygók listája (10001–10500)